# Sidi Ishaq
Sidi Ishaq est un petit village qui se trouve à 60kms au Nord de la province d'Essaouira, dans la région de Marrakech-Safi. Plus exactement au milieu de la route littorale R301 qui relie la ville d'Essaouira et Safi. Au recensement de 2004, la commune comptait 9 553 habitants vivant dans 1 588 foyers.
Le souk hebdomadaire est organisé chaque vendredi matin. Les villageois se réunissent pour acheter ce dont ils ont besoin en légumes, viandes, etc. À midi, ils vont à la grande mosquée pour écouter le sermon du vendredi et faire la prière. 